# Patrick Agyemang (soccer, 2000)
Pour le footballeur ghanéen né en 1980, voir Patrick Agyemang.
Pour les articles homonymes, voir Agyemang.
Patrick Kwame Agyemang, né le 7 novembre 2000 à East Hartford dans le Connecticut, est un joueur international américain de football. Il évolue actuellement au poste d'attaquant à Derby County.

## Biographie

### Parcours universitaire
En 2018, Patrick Agyemang s'inscrit à l'Eastern Connecticut State University (ESCU) pour jouer au soccer universitaire,,. En deux saisons avec les Warriors, il participe à 39 rencontres, marque 30 buts et délivre dix passes décisives. Lors de sa première saison, il est nommé Rookie de l'année de la LEC et sélectionné dans l'équipe-type de la conférence. Lors de sa deuxième année, il remporte le titre de Joueur offensif de l'année de la LEC, est à nouveau inclus dans l'équipe-type All-LEC et figure dans l'équipe-type All-New England Region de la United Soccer Coaches. Il est également nommé dans la troisième équipe nationale de la United Soccer Coaches (Division III) après avoir dominé la conférence au nombre de buts avec 21.
En 2020, il rejoint l'Université de Rhode Island, où il marque 19 buts en 37 apparitions pour les Rams, tout enregistrant douze passes décisives. Il est nommé dans l'équipe-type All-Conference de l'Atlantic 10 lors de ses années junior et senior, et figure dans l'équipe-type du tournoi de l'Atlantic 10 en 2021. Agyemang est également inclus dans la liste des candidats au Trophée Hermann de la MAC avant sa dernière saison avec Rhode Island.

### En club
Pendant ses études universitaires, Agyemang joue également en USL League Two avec les Western Mass Pioneers en 2021, marquant six buts en 15 matchs (saison régulière et playoffs) tout en aidant l'équipe à remporter le titre de champion de la Conférence Est.
Le 22 décembre 2022, Charlotte FC sélectionne Agyemang en 12e position globale de la MLS SuperDraft 2023 après un échange avec les Colorado Rapids. Charlotte échange son choix de premier tour de la MLS SuperDraft 2024 et jusqu'à 100 000 dollars de leur plafond salarial (general allocation money) pour le recruter,. Il signe officiellement avec l'équipe de Major League Soccer le 24 février 2023. Agyemang marque son premier but en MLS le 11 juin 2023 contre Seattle Sounders FC, lors d'un match nul 3-3,,,.

### En sélection
Le 18 janvier 2025, Agyemang honore sa première sélection avec l'équipe nationale des États-Unis lors d'une victoire 3-1 contre le Venezuela, où il marque également son premier but international. Lors du même rassemblement en janvier, le 22 janvier 2025, il inscrit son deuxième but international à l'occasion d'une victoire 3-0 contre le Costa Rica.
| Buts internationaux de Patrick Agyemang | Buts internationaux de Patrick Agyemang | Buts internationaux de Patrick Agyemang    | Buts internationaux de Patrick Agyemang | Buts internationaux de Patrick Agyemang | Buts internationaux de Patrick Agyemang | Buts internationaux de Patrick Agyemang |
|                                         | Date                                    | Lieu                                       | Adversaire                              | Score                                   | Résultat                                | Compétition                             |
| --------------------------------------- | --------------------------------------- | ------------------------------------------ | --------------------------------------- | --------------------------------------- | --------------------------------------- | --------------------------------------- |
| 1                                       | 18 janvier 2025                         | Chase Stadium, Fort Lauderdale, États-Unis | Venezuela                               | 3 - 0                                   | 3 - 1                                   | Match amical                            |
| 2                                       | 23 janvier 2025                         | Inter&Co Stadium, Orlando, États-Unis      | Costa Rica                              | 3 - 0                                   | 3 - 0                                   | Match amical                            |
| 3                                       | 23 mars 2025                            | SoFi Stadium, Inglewood, États-Unis        | Canada                                  | 1 - 1                                   | 1 - 2                                   | Ligue des nations 2024-2025             |
| 4                                       | 15 juin 2025                            | PayPal Park, San José, États-Unis          | Trinité-et-Tobago                       | 3 - 0                                   | 5 - 0                                   | Gold Cup 2025                           |
| 5                                       | 22 juin 2025                            | AT&T Stadium, Arlington, États-Unis        | Haïti                                   | 2 - 1                                   | 2 - 1                                   | Gold Cup 2025                           |

## Palmarès

### En sélection
États-Unis
- Gold Cup
  - Finaliste en 2025.